# Metropolia sarajewska
Metropolia sarajewska (wielkobośniacka) – metropolia obrządku łacińskiego w Kościele rzymskokatolickim na terenie Bośni i Hercegowiny oraz Macedonii Północnej.

## Dane ogólne
- Powierzchnia: 71 164 km²
- Ludność: 5 049 300
  - Katolicy: 466 841
  - Udział procentowy: 9,24%
- Księża:
  - diecezjalni: 212
  - zakonni: 352
- Zakonnicy: 449
- Siostry zakonne: 532

## Geografia
Metropolia sarajewska obejmuje swoim zasięgiem dwa bałkańskie państwa: Bośnię i Hercegowinę oraz Macedonię Północną.

## Historia
Metropolia sarajewska została powołana do życia przez papieża Leona XIII bullą Ex hac augusta 5 lipca 1881. Na jej mocy utworzono na terenie okupowanej od 1878 przez Austro-Węgry Bośni nową metropolię kościelną w skład której weszły: archidiecezja sarajewska oraz dwie sufraganię w: Banja Luce i Mostarze. Początkowo nosiła ona nazwę metropolii wszechbośniackiej, jednak w 2000 r. decyzją papieża Jana Pawła II zmienioną ją oficjalnie na: metropolia sarajewska, i podporządkowaną jej diecezję Skopje.

## Podział administracyjny
1. Archidiecezja sarajewska
2. Diecezja Banja Luki
3. Diecezja mostarsko-duvnijska
4. Diecezja skopijska

## Metropolici
| L.p. | Lata rządów                         | Tytuł | Imię i nazwisko       |
| ---- | ----------------------------------- | ----- | --------------------- |
| 1    | 18 listopada 1881 – 8 grudnia 1918  | abp   | Josef Stadler         |
| 2    | 2 maja 1922 – 16 lipca 1960         | abp   | Ivan Šarić            |
| 3    | 7 września 1960 – 13 stycznia 1970  | abp   | Marko Alaupović       |
| 4    | 13 stycznia 1970 – 18 stycznia 1976 | abp   | Smiljan Franjo Čekada |
| 5    | 27 czerwca 1977 – 19 kwietnia 1990  | abp   | Marko Jozinović       |
| 6    | od 19 listopada 1990                | kard. | Vinko Puljić          |